# سیف‌آباد (نمین)
سیف‌آباد یک منطقهٔ مسکونی در ایران است که در دهستان گرده واقع شده‌است. براساس سرشماری مرکز آمار ایران در سال ۱۳۹۵، سیف‌آباد ۲۸ نفر جمعیت دارد.